# Lac Prespa
Ne doit pas être confondu avec Petit lac Prespa.
Le lac Prespa ou grand lac Prespa pour le distinguer du petit lac Prespa, en albanais Liqeni i Prespës, en grec Λίμνη Μεγάλη Πρέσπα / Limni Megáli Préspa, en macédonien Преспанско Езеро, Prespansko Ezero, est un lac partagé entre l'Albanie (38,8 km2), la Grèce (84,8 km2) et la Macédoine du Nord (190 km2). Il est situé à une altitude de 853 mètres.

## Géographie
Le lac alimente le lac d'Ohrid qui est situé 150 mètres plus bas et dix kilomètres à l'ouest. Les eaux passent en souterrain dans des roches perméables avant de ressortir au niveau de l'extrémité sud du lac d'Ohrid, au niveau du monastère Saint-Naum.
La ville la plus importante de la région est Resen, en Macédoine du Nord.

## Parc national
La partie grecque du lac est classée parc national de Grèce.

Carte topographique des lacs Prespa et Ohrid.

### Sources
- Prespa, Lake. Encyclopædia Britannica, 2005.
- Prespa, Lake. The Columbia Encyclopedia, 2004.